# Jiefang C-30
Jiefang C-30 sau Jiefang CA 30 a fost un camion produs de FAW Jiefang din 1966 până în 1986. Cele mai multe variante ale camionului au fost întrerupte în 1986, dar producția de camioane cu șasiu și camioane militare a continuat până în 2015. În jur de 309.058 produs și vândut din 1956 până în 2015, în care a fost întrerupt în cele din urmă. Camionul a fost înlocuit cu camionul FAW Jiefang Hu V.

## Istoric
În 1955 existau planuri de a întrerupe Jiefang C-10 și de a-l înlocui cu un camion mai modern. Primele prototipuri ale noului camion au început să fie realizate în lunile următoare și s-au bazat pe camionul ZIS-157. Camionul a fost numit Jiefang C-30 și a fost eliberat în 1956. Cu toate acestea, FAW Jiefang a decis să nu întrerupă Jiefang C-10 și să producă aceste camioane împreună. Jiefang C-30 era mai greu și mai mare decât camionul Jiefang C-10. În primele luni de la lansare, au fost produse și vândute aproximativ 1.000 de unități, la fel ca predecesorul său, fiind vizat atât pe piețele militare, cât și pe cele civile.
În 1965 au fost produse și vândute aproximativ 100.000 de camioane și a fost destul de popular. În 1986, Jiefang CA-10 a fost întrerupt și, în lunile următoare, unele dintre versiunile Jiefang C-30 au fost întrerupte, dar camioanele cu șasiu și camioane militare, împreună cu camioanele de marfă au continuat să fie produse și au fost destul de populare. Între 1986 și 2015, aproximativ 89.000 dintre aceste camioane au fost produse și vândute, iar camionul a fost întrerupt în 2015. Camionul a fost exportat și în Grecia, Cuba și Mexic. Camionul a fost înlocuit cu camionul FAW Jiefang Hu V, care a fost produs din 2003. Camionul este o vedere destul de obișnuită în China și în țările vecine.